# أحمد أو موسى
سيدي أحمد أو موسى (1460 - 1563)  هو متصوف، ورجل دين من تازروالت في منطقة سوس الأقصى.

## سيرة ذاتية
ولد أحمد أو موسى الجزولي السملالي في منتصف القرن الخامس عشر حوالي سنة 1460 في قرية بو مروان، وهي بلدة صغيرة في إيدا أو سملال في جبال الأطلس . والده هو سيدي موسى وأمه للا تاونوت مما يجعله سليل محمد الجزولي.
انتقل أحمد إلى مراكش لدراسة دين الإسلام قبل سفره إلى المشرق لفترة طويلة من الزمن. وفي سنة 1521، وعاد إلى بلدة صغيرة في سوس قبل الاستقرار في تازروالت حيث أسس سلالة وزاوية إسلامية مما جذب المئات من المتابعين لتلقي تعاليمه الصوفية الدينية.
حافظ أحمد على علاقات جيدة مع سلالة السعديين وتمكن من استخدام مكانته الدينية في الحصول على سلطة داخل الدولة السعدية.

## إرث
بعد وفاته عام 1563، تم بناء ضريح في الزاوية في قرية سيدي أحمد أو موسى التي تحمل اسمه.
واصل أحفاده سلالة قصيرة الأجل تركزت في منطقة إليغ قبل سقوطها إلى العلويين. يرتبط اسمه اليوم بمجموعات من الفنانين البهلوانيين والمحج السنوي (لموسم).  

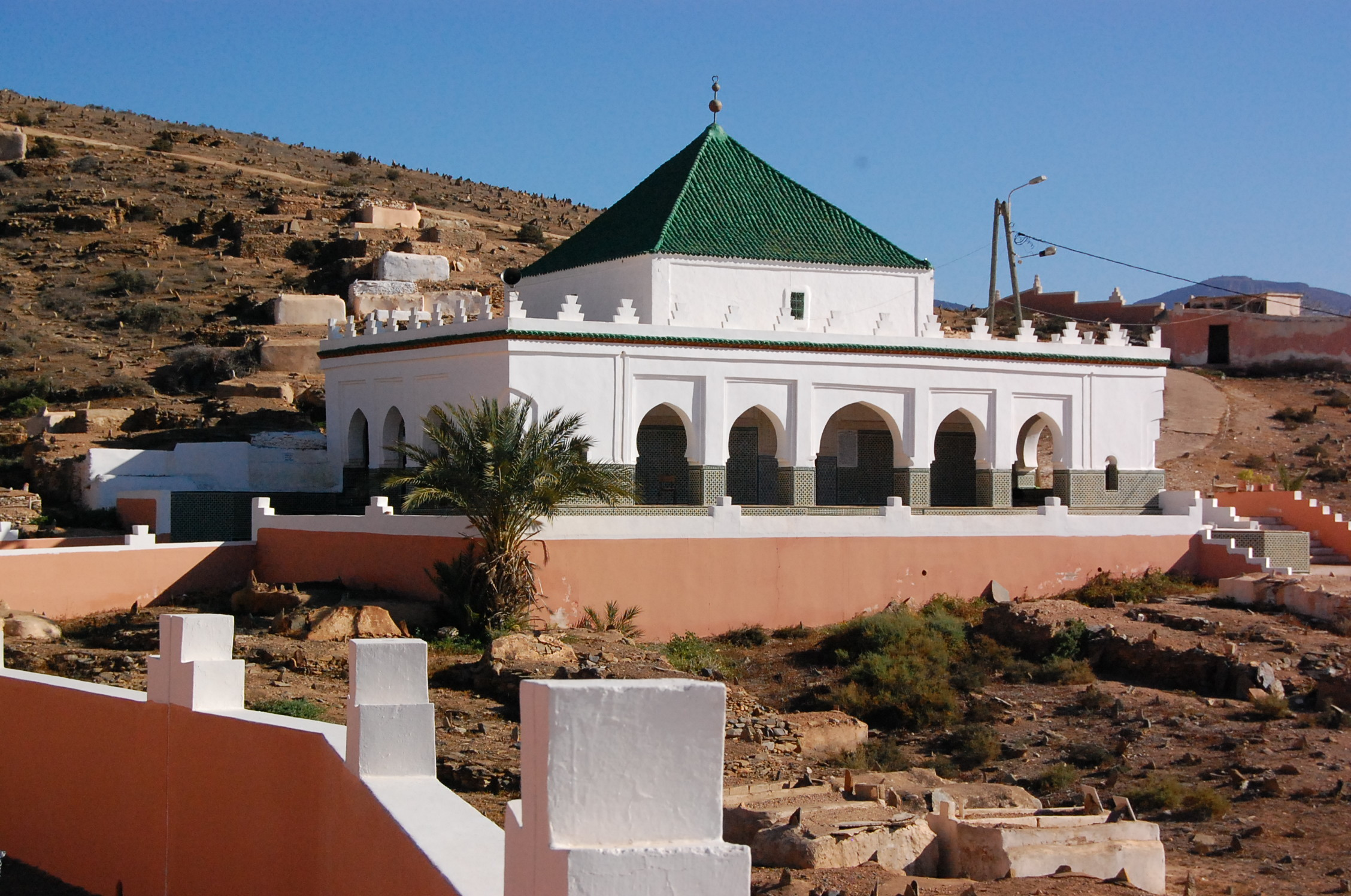
ضريح وقبر سيدي أحمد أو موسى